# La Revolución, Tumbalá
La Revolución är en ort i Mexiko.   Den ligger i kommunen Tumbalá och delstaten Chiapas, i den sydöstra delen av landet, 800 km öster om huvudstaden Mexico City. La Revolución ligger 641 meter över havet och antalet invånare är 237.
Terrängen runt La Revolución är kuperad åt sydost, men åt nordväst är den bergig. Runt La Revolución är det ganska tätbefolkat, med 149 invånare per kvadratkilometer. Närmaste större samhälle är Yajalón, 18,5 km söder om La Revolución. I omgivningarna runt La Revolución växer i huvudsak städsegrön lövskog.